# Lekcja martwego języka (film)
Lekcja martwego języka – polski film psychologiczny z 1979 na podstawie powieści Andrzeja Kuśniewicza pod tym samym tytułem.

## Charakterystyka
Zdjęcia kręcono w następujących lokacjach: Zgierz, Drwalew k. Grójca (dwór), stacja PKP Lesko Łukawica, Serock (rynek, drewniane domy przy ul. Farnej), Ulucz (cerkiew), rzeka San.
Akcja rozgrywa się w ostatnich tygodniach I wojny światowej w wielokulturowym miasteczku galicyjskim Turka. Jako komendant punktu etapowego stacjonuje tam umierający na gruźlicę młody ułan armii austro-węgierskiej porucznik Alfred Kiekeritz.

## Obsada
- Olgierd Łukaszewicz – porucznik Alfred Kiekeritz
- Gustaw Lutkiewicz – leśniczy Szwanda
- Juliusz Machulski – Moszko, strażnik jeńców
- Małgorzata Pritulak – dróżniczka Liza Kut
- Irena Karel – pielęgniarka Irina
- Włodzimierz Boruński – Roth, recepcjonista w hotelu
- Józef Zbiróg – Trau
- Zygmunt Malanowicz – Valasek, naczelnik stacji
- Piotr Pawłowski – doktor Stieglitz
- Marek Kondrat – porucznik von Traut
- Franciszek Trzeciak – Iwan Pelechaty, wachmistrz żandarmerii
- Mieczysław Voit – dyrektor cyrku
- Ewa Dałkowska – Olga Diana, medium
- Piotr Probosz – jeniec Iwan Bodrow
- Eugeniusz Priwieziencew – agitator-komunista Miron
- Witold Skaruch – Kwasirzór, dyrektor gimnazjum
- Tadeusz Bartosik – major w łaźni
- Andrzej Mrowiec – pop z Turki